# Traité de Neuilly
Pour les articles homonymes, voir Neuilly.
Le traité de Neuilly est signé à Neuilly-sur-Seine, le 27 novembre 1919, par les Alliés et la Bulgarie, alliée de l'Allemagne pendant la Première Guerre mondiale. La Bulgarie doit rendre ou céder des territoires à ses voisins et payer des réparations de guerre aux Alliés.

## Contexte
Entrée en guerre en 1915 au côté de l'Allemagne après des hésitations, et s'étant agrandie pendant la guerre aux dépens de la Serbie et de la Roumanie, la Bulgarie demande l'armistice le 29 septembre 1918. Peu après, Ferdinand Ier abdique en faveur de son fils, tandis que la gauche pacifiste remporte les élections de 1919. Cela n'empêche pas les Alliés de « punir sévèrement » la Bulgarie lors de la conférence de Paix de 1919 et 1920.

## Contenu

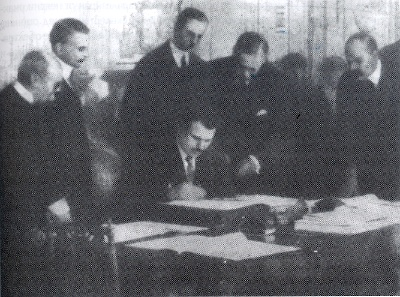
Signature du traité par Alexandre Stamboliyski, Premier ministre bulgare.

Le traité de Neuilly signé le 27 novembre 1919 bouleverse à nouveau les frontières du pays : non seulement la Bulgarie doit rendre les territoires acquis pendant la guerre, mais elle perd des régions qui étaient siennes avant la guerre :
- à l'ouest, les districts de Stroumitsa, Tsaribrod, Timok et Bosilegrad sont attribués au nouveau royaume des Serbes, Croates et Slovènes (future Yougoslavie) ;
- au nord-est, la Dobroudja du Sud — reprise par les Bulgares durant la guerre — devient à nouveau roumaine[1] ;
- enfin au sud, la Grèce reçoit la majeure partie de la Thrace occidentale[1], privant la Bulgarie de son débouché sur la mer Égée. En outre, la Bulgarie doit payer aux Alliés plus de deux milliards de francs-or au titre des réparations de guerre, une somme dépassant les possibilités économiques du pays et qui sera finalement réduite. Enfin, les forces militaires et de police de la Bulgarie sont limitées[1].

## Conséquences du traité

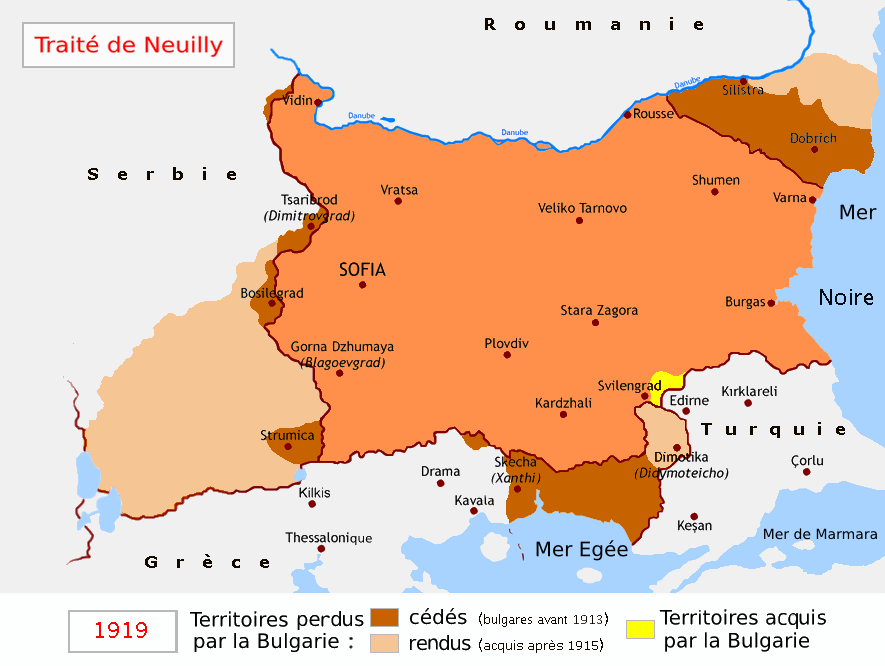
La Bulgarie après le traité de Neuilly (en brun, les territoires perdus qui étaient bulgares avant 1913).

Le traité de Neuilly est vécu par les Bulgares comme une seconde catastrophe nationale, plus terrible que celle du traité de Bucarest de 1913 consécutif aux guerres balkaniques de 1912-1913. Les pertes territoriales et l'afflux de 250 000 réfugiés (6% de la population), essentiellement originaires de Thrace et de Macédoine, vont alimenter un sentiment de revanche et provoquer un regain des activités terroristes de l'Organisation révolutionnaire intérieure macédonienne, créant un climat de forte instabilité en Bulgarie comme dans le reste des Balkans durant toute l'entre-deux-guerres. C'est en partie en réaction au traité de Neuilly que la Bulgarie rejoint l'Allemagne nazie durant la Seconde Guerre mondiale.